# جاك سمول
جاك سمول (بالإنجليزية: Jack Small)‏ (29 أكتوبر 1889 في المملكة المتحدة - 9 ديسمبر 1946) هو لاعب كرة قدم بريطاني (وحمل سابقاً جنسية المملكة المتحدة لبريطانيا العظمى وأيرلندا) في مركز الدفاع. لعب مع نادي ساوثهامبتون ونادي سندرلاند وCraghead United F.C. ‏ وMid Rhondda F.C. ‏ وThornycrofts (Woolston) F.C. ‏.